# Mirucita
La mirucita es el nombre con que desde antiguo se llamaba al mijo, posteriormente al maíz y, por extensión, al pan hecho con harina de cualquiera de estos cereales. Es un alimento tradicional de las regiones españolas donde se producen estas gramíneas, donde ha sido parte de la dieta elemental hasta mediados del siglo XX. Se suele cocinar al horno envuelto de hojas de berzas o castaño y a menudo tiene en su interior embutidos (en este caso se suele decir que está preñada).
- Datos: Q25406997